# La Trilogie de Mars
 (mai 2019).
Si vous disposez d'ouvrages ou d'articles de référence ou si vous connaissez des sites web de qualité traitant du thème abordé ici, merci de compléter l'article en donnant les références utiles à sa vérifiabilité et en les liant à la section « Notes et références ».

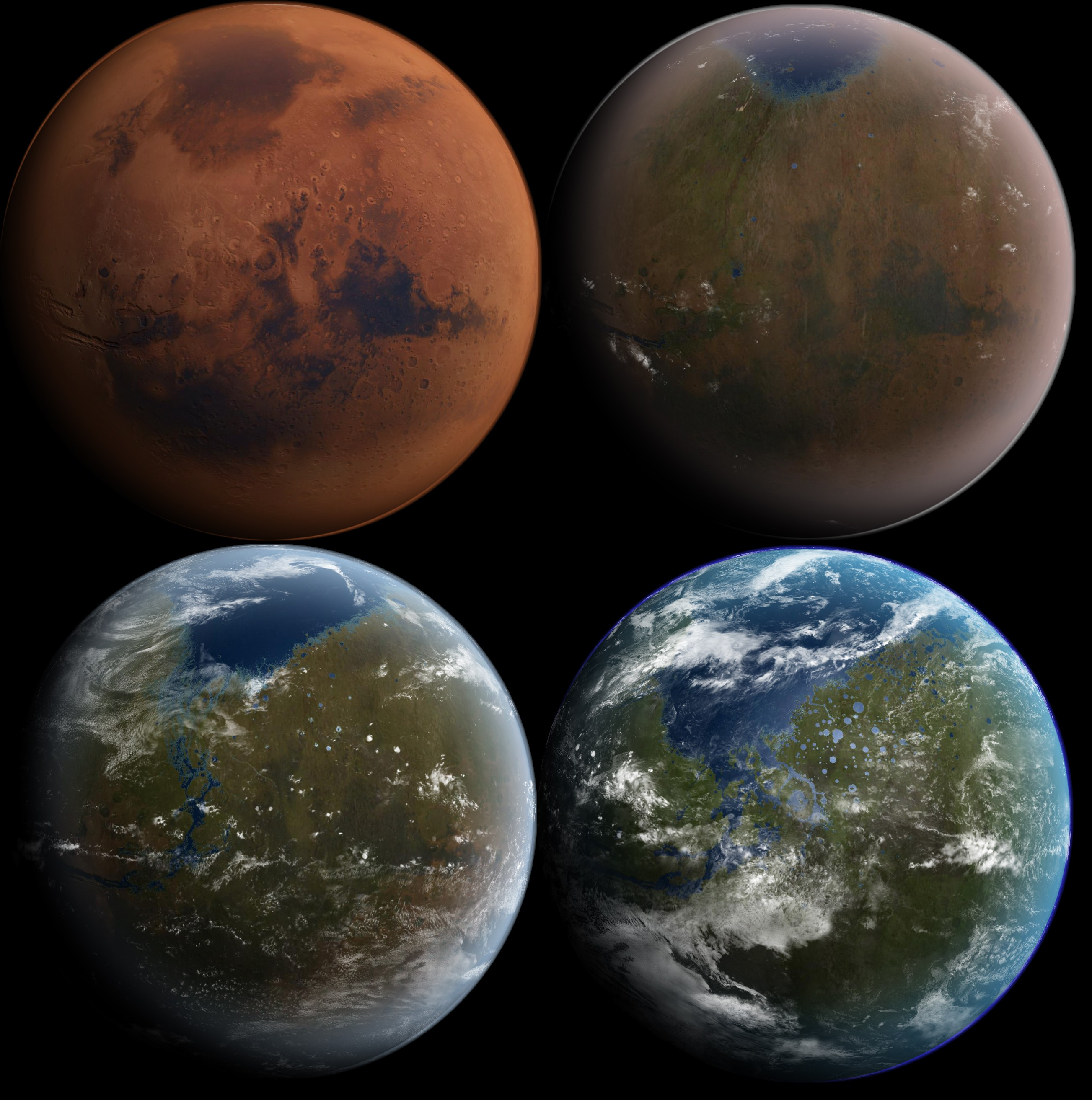
Vue d'artiste de différentes étapes d'une terraformation.

La Trilogie de Mars (titre original : Mars Trilogy) est une série de trois romans de science-fiction de Kim Stanley Robinson chroniquant la colonisation et la terraformation de la planète Mars. Ces romans sont intitulés Mars la rouge (1992), Mars la verte (1993) et Mars la bleue (1996). Un recueil additionnel de nouvelles, Les Martiens (1999), complète cette série.

## Histoire

### Les Martiens
Les Martiens est un recueil de nouvelles se déroulant dans l'intervalle de temps de la trilogie originale, mais aussi dans des versions parallèles du roman où la mission des Cent Premiers serait plus une mission d'exploration qu'une mission de colonisation.

## Analyse
Les livres spéculent aussi sur la colonisation d'autres planètes et lunes du système solaire et incluent des descriptions de villes sur Callisto, Mercure, Triton et Vénus.
Une large partie de Mars la bleue est consacrée aux effets de l'extrême longévité des protagonistes de fiction, qui pour la plupart vivent plus de deux cents ans grâce à des traitements spéciaux. Kim Stanley Robinson spécule en particulier sur les effets psychologiques de l'ultra-longévité comme la perte de mémoire, la modification de la personnalité, l'instabilité mentale et l'ennui. C'est un thème qu'il a également abordé dans son roman Les Menhirs de glace.
Un autre élément marquant de la trilogie est la description de la technologie utilisée pour coloniser et terraformer Mars. Elle repose grandement sur le concept d'autoréplication lorsque des machines autoréplicatives sont envoyées sur Mars avant même que le voyage des futurs colons de Mars ne commence. Les récents développements en matière de fabrication additive démontrent une nouvelle fois l'aspect science du terme science-fiction.

## Les personnages principaux
Comme la trilogie couvre plus de deux cents ans d'histoire humaine, les enfants et petits-enfants des Cent Premiers prennent autant d'importance que leurs parents. Dans Mars la verte, lors du congrès de Dorsa Brevia, Nadia Chernyshevski utilise l'expression les 39 premiers pour désigner ceux qui ont survécu à ce stade de la trilogie. A la fin de Mars la bleue, seuls 14 des Cent Premiers (qui sont en réalité 101) sont encore en vie. 
Les Cent Premiers:
- John Boone, astronaute américain, premier homme sur Mars,
- Frank Chalmers, capitaine du contingent américain,
- Maya (Katarine) Toitovona, capitaine du contingent russe,
- Nadia (Nadejada Francine) Chernyshevski, ingénieur russe surnommée « Nadia aux neuf doigts », première présidente de Mars après l'indépendance.
- Arkady (Nikeliovich) Bogdanov, ingénieur russe,
- Sax (Saxifrage) Russell, physicien américain, « vert » (change d'identité pour Stephen pour une période)
- Ann Clayborne, géologue américaine, première des « rouges »
- Hiroko Ai, experte japonaise en biologie, agriculture, et systèmes écologiques, fondatrice du mouvement mystique "areophanie".
- Michel Duval, psychologue français,
- Vlad (Vladimir) Taneev, biologiste russe, à la tête de nombreux projets médicaux et de recherche sur Mars, créateur de traitement gérontologique,
- Phyllis Boyle, géologue américaine, chrétienne, en faveur de l'exploitation de Mars,
- Samantha Hoyle,
- Spencer Jackson,
- Edvard Perrin,
- Mary Dunkel,
- Simon Frazier,
- Janet Blyleven,
- Marina Tokareva, russe,
- Ursula Kohl, russe,
- Tatiana Durova, russe, première des cent à mourir dans un accident.
- Ivana, russe,
- Alex, russe,
- Yeli Zudov, russe,
- Dmitri, russe,
- Yuri, russe,
- Boris, russe,
- George Berkovic,
- Iwao, japonais, assistant d'Hiroko,
- Raul, Rya Jimenez, Gene, Evgenia, Andrea, Roger Calkins, Ellen, Bob, Sacha Yefgremov, proches d'Hiroko,
- Armie, Etsu, Igor, Jurgen, Marion, Roald, Steve, Vasili...
- Desmond « le Coyote » Hawkins, passager clandestin trinidadien emmené par Hiroko (et donc Cent-unième passager).

Ils forment l'Issei : la Première génération qui compte aussi :
- Arthur « Art » Randolph, représentant de la transnationale Praxis
- Zeyk Tuqa et son épouse Nazik, «Qahirans Mahjaris» : colon arabe sur Mars
- Nanao Nakayama, japonais, Sabishii
- Dhu el-Nun, soufi
- William Fort, fondateur de Praxis
- Mikhail Yangel
- Selim El-Hayil, arabe soupçonné de l'assassinat de John Boone

Descendants des Cent Premiers : Nisei, la Deuxième génération
- Kasei, fils d'Hiroko et John Boone (conçu par fécondation in vitro et après la mort du père)
- Nirgal, fils d'Hiroko et Desmond Hawkins
- Peter Clayborne, fils d'Ann et de Simon, ingénieur et « rouge »
- Rachel, Emily, Reull, Steve, Simud, Franz, Nanedi, Tiu, Huo Hsing...
- Nikki, fille de Nadia et Art

Sansei : Troisième génération
- Jackie Boone, fille d'Esther et Kasei, petite fille de John Boone, leader isolationniste du parti « Mars Libre »
- Francesca (fille de Nikki), Nanao, Boone, Tati...

Yonsei : Quatrième génération
- Zo (Zoya) Boone, fille de Jackie

## Anecdote
- S.O.S. Antarctica écrit en 1997 (juste après la trilogie martienne) par Kim Stanley Robinson est parfois surnommé Mars la blanche.
- Mars la blanche est aussi un roman de Brian Aldiss.
- Mars la verte est aussi le titre d'une des nouvelles du recueil Les Martiens ; elle raconte une expédition d'alpinistes sur les flancs du volcan Olympus Mons.

## Récompenses
- Mars la rouge a remporté le prix British Science Fiction 1992 et le prix Nebula du meilleur roman 1993.
- Mars la verte a remporté le prix Hugo du meilleur roman et le prix Locus du meilleur roman de science-fiction 1994.
- Mars la bleue a remporté le prix Hugo du meilleur roman et le prix Locus du meilleur roman de science-fiction 1997.
- Les Martiens a remporté le prix Locus du meilleur recueil de nouvelles 2000.